# شب مادر
شب مادر رمانی است نوشتهٔ نویسندهٔ آمریکایی کورت ونه گات که در سال ۱۹۶۱ برای اولین بار به چاپ رسید. عنوان این کتاب از فاوست اثر گوته گرفته شده‌است. این رمان داستان هاوارد کمپبل است که در پایان جنگ جهانی اول به آلمان رفت و سپس به عنوان مبلغ نازی‌ها فعالیت کرد.
این رمان از زبان خود کمپبل روایت شده‌است.

## خلاصهٔ داستان
کمپبل بعد از مهاجرت والدینش بر خلاف میل آنها در آلمان می‌ماند و به نوشتن نمایشنامه ادامه می‌دهد. به دلیل این که از پدر و مادری آریایی به دنیا آمده‌است، اسما او را متعلق به حزب نازی می‌دانند. در عین حال به او پیشنهاد جاسوسی برای ارتش ایالات متحده می‌شود و بعدها وی اطلاعات را به صورت رمز از رادیو برای آمریکایی‌ها اعلام می‌دارد. همسر او در میانهٔ جنگ به شرق آلمان می‌رود و به هاوارد خبر می‌رسد که او احتمالاً در آنجا کشته شده‌است. بعدها هاوارد توسط نیروی نظامی ایالات متحده دستگیر می‌شود و با وساطت وارتنن، افسری که به او پیشنهاد جاسوسی کرده بود، آزاد و به آمریکا فرستاده می‌شود.

## ترجمهٔ فارسی
در ایران این رمان با ترجمهٔ ع.ا. بهرامی به چاپ رسیده‌است.